# Robert Zysk
Robert Zysk (ur. 4 maja 1966 w Monachium) – niemiecki szachista i trener szachowy (FIDE Trainer od 2012), mistrz międzynarodowy od 1986 roku.

## Kariera szachowa
Pierwszy międzynarodowy sukces odniósł na przełomie 1985 i 1986 r. w Groningen, zdobywając brązowy medal (za Aleksandrem Chalifmanem i Jamesem Howellem) w mistrzostwach Europy juniorów do lat 20. W 1987 r. podzielił III m. (za Peterem Lukacsem i Ralfem Lauem, wspólnie z Stefanem Kindermannem i Jozsefem Horvathem) w Budapeszcie, natomiast rok później zajął w tym mieście IV m. (za Stefanem Mohrem, Matthiasem Wahlsem i Peterem Lukacsem). W 1988 r. wypełnił również pierwszą normę na tytuł arcymistrza, na turnieju Berliner Sommer w Berlinie. W kolejnych latach skupił się na występach w drużynowych rozgrywkach w Niemczech i w Grecji oraz – sporadycznie – w turniejach otwartych. Dwa z tych startów, w 2003 r. w Bad Wiessee i w 2006 r. w Deizisau dały mu dwie kolejne normy arcymistrzowskie, jednak dopóki jego ranking nie osiągnie min. 2500 punktów, tytuł arcymistrza nie zostanie mu przyznany (najwyższy dotychczasowy ranking – 2483 pkt – osiągnął 1 kwietnia 2007 roku).